# William Gholston
William Gholston (* 31. Juli 1991 in Detroit, Michigan) ist ein US-amerikanischer American-Football-Spieler auf der Position des Defensive End in der National Football League (NFL) für die Tampa Bay Buccaneers.

## Frühe Jahre
Gholston ging in Detroit auf die Highschool. Später besuchte er die Michigan State University.

## NFL
Im NFL Draft 2013 wählten ihn die Tampa Bay Buccaneers in der vierten Runde an 126. Stelle aus. Am 14. Mai 2013 unterschrieb Gholston einen Vierjahresvertrag bei den Buccaneers. Seine erste Profisaison beendete er mit 30 Tackles und zwei Sacks. In der Saison 2015 hatte er sein bestes Karrierejahr mit 62 Tackles und drei Sacks. Am 6. März 2017 unterschrieb Gholston einen Fünfjahresvertrag bei den Buccaneers.
Am 7. Februar 2020 gewann er mit den Buccaneers den Super Bowl LV mit 31:9 gegen die Kansas City Chiefs.

## Persönliches
Sein Cousin, Vernon Gholston, spielte zwischen 2008 und 2010 ebenfalls in der NFL bei den New York Jets.